# Sampa Midnight - Isso Não Vai Ficar Assim
Sampa Midnight - Isso Não Vai Ficar Assim é o terceiro álbum de estúdio de Itamar Assumpção. Foi lançado em 1983, três anos após o lançamento do seu álbum de estreia.

## Legado
| Críticas profissionais | Críticas profissionais |
| Avaliações da crítica  | Avaliações da crítica  |
| Fonte                  | Avaliação              |
| ---------------------- | ---------------------- |
| All Music Guide        | [ 2 ]                  |

Em conversa com Apple Music, a cantora e compositora Anelis Assumpção, filha de Itamar Assumpção, classificou o álbum como o seu preferido dentre os trabalhos do pai. 
Ela o considera "um pouco mais maduro em seu pensamento poético". Segundo a filha do cantor, ainda, "Ele [o álbum] é muito filosófico, com muitas perguntas intermináveis e uma narrativa bem menos conclusiva, sobre qualquer assunto, seja o amor ou a violência. Tudo tem uma interrogação muito interessante.".

## Faixas
| N.º | Título                     | Duração |  |
| 1.  | "Prezadissimos Ouvintes"   | 3:27    |  |
| 2.  | "Ideia Fixa"               | 3:32    |  |
| 3.  | "Navalha na Carne"         | 3:28    |  |
| 4.  | "Movido à Água"            | 2:29    |  |
| 5.  | "Desapareça Eunice"        | 2:14    |  |
| 6.  | "Tetê Tentei"              | 2:08    |  |
| 7.  | "Vamos Nessa"              | 2:26    |  |
| 8.  | "Eldorado"                 | 0:56    |  |
| 9.  | "Sampa Midnight"           | 2:48    |  |
| 10. | "Isso Não Vai Ficar Assim" | 2:03    |  |
| 11. | "Z da Questão, Meu Amor"   | 3:52    |  |
| 12. | "Totalmente à Revelia"     | 1:56    |  |
| 13. | "Cadê Inês"                | 1:54    |  |
| 14. | "Chavão Abre Porta Grande" | 3:28    |  |
| 15. | "E o Quico?"               | 2:50    |  |